# Sarothrura lugens
La polluela cabecirroja o polluela de cabeza roja (Sarothrura lugens) es una especie de ave gruiforme de la familia Rallidae que vive en África.

## Distribución
Se extiende de forma muy fragmentada principalmente por África Central. Se encuentra en Angola, Camerún, Gabón, Malaui, República Democrática del Congo, Ruanda, Tanzania y Zambia.